# Nekrolog 1575
Nekrolog
◄◄
| ◄
| 1571
| 1572
| 1573
| 1574
| 1575 | 1576 | 1577 | 1578 | 1579 | ► | ►►
Weitere Ereignisse | Allgemeiner Nekrolog 1575
Die Beschreibung der verstorbenen Person sollte so kurz wie möglich gehalten sein und nur deren signifikante Tätigkeit(en) enthalten.
Neue Namen ggf. auch unter dem Geburts- und Sterbedatum, also etwa unter 1. Januar und im Geburts- und Sterbejahr (2024) eintragen (nur bei entsprechender großer Wichtigkeit). Für Beispiele siehe die schon vorhandenen Artikel.
Außerdem über die fünf zuletzt Verstorbenen, zu denen es einen ausreichend guten Artikel für eine Präsentation auf der Hauptseite gibt, nach der todesbedingten Überarbeitung der Artikel ggf. auch unter Wikipedia Diskussion:Hauptseite informieren und sie am besten auch in den anderen Wikipedia-Sprachversionen eintragen. Tipp: Regelmäßig bei news.google.de nach „ist tot“, „gestorben“ oder „verstorben“ suchen.
Wenn eine Person gestorben ist, gibt es viele Seiten zu dieser Person in der Wikipedia, die davon auch betroffen sind und entsprechend aktualisiert werden müssen. Beispiele: Namenübersichtsseite, Geburtsjahr, Geburtsort-Seiten und viele mehr.
Wie finde ich die betroffenen Seiten?
Im Suchfeld auf der linken Seite gibt man den Suchbegriff so ein: „Vorname Nachname“. Dann klickt man auf Volltext und alle Seiten mit entsprechendem Suchtext werden aufgerufen. Hier sieht man dann schnell, wo auch das Todesjahr Sinn macht oder sogar ein Teil des Artikels angepasst werden muss. Auch hilft das „Werkzeug“ auf der linken Seite sehr gut, um solche Seiten aufzufinden: „Links auf diese Seite“. Somit ist die Wikipedia wieder aktuell in allen Bereichen! Hinweis: bei Eintragung der Kategorie „Gestorben JAHR“ wird der Missbrauchsfilter 49 ausgelöst, was jedoch nicht schlimm ist. Siehe: Spezial:Missbrauchsfilter/49
Dies ist eine Liste von im Jahr 1575 verstorbenen bekannten Persönlichkeiten. Die Einträge erfolgen innerhalb der einzelnen Daten alphabetisch sortiert. Tiere sind im Nekrolog für Tiere zu finden.

## Januar
| Tag        | Name                             | Beruf, bekannt als                                          | Alter | Beleg |
| ---------- | -------------------------------- | ----------------------------------------------------------- | ----- | ----- |
| 4. Januar  | Sidonie von Sachsen              | Herzogin von Braunschweig-Calenberg                         | 56    |       |
| 7. Januar  | Wilhelm Werner von Zimmern       | deutscher Historiker und Jurist                             | 90    |       |
| 11. Januar | Gianpaolo Della Chiesa           | italienischer Geistlicher, Kardinal der katholischen Kirche |       |       |
| 12. Januar | Georg Agricola                   | deutscher Pädagoge und Mediziner                            |       |       |
| 14. Januar | Barbara Uthmann                  | erzgebirgische Unternehmerin                                |       |       |
| 22. Januar | James Hamilton, 2. Earl of Arran | schottischer Adliger                                        |       |       |

## Februar
| Tag         | Name                                 | Beruf, bekannt als                                                      | Alter | Beleg |
| ----------- | ------------------------------------ | ----------------------------------------------------------------------- | ----- | ----- |
| 2. Februar  | John Parkhurst                       | englischer Geistlicher, Bischof von Norwich (1560–1675)                 |       |       |
| 7. Februar  | Philipp Sömmering                    | deutscher Alchemist und betrügerischer Goldmacher                       |       |       |
| 7. Februar  | Anne Marie von Ziegler               | deutsche Betrügerin und Alchemistin                                     |       |       |
| 9. Februar  | Karl Friedrich von Jülich-Kleve-Berg | Thronanwärter von Jülich-Kleve-Berg                                     | 19    |       |
| 15. Februar | Heinrich Bars genannt Olisleger      | Rat und Kanzler des Herzogtums Kleve                                    |       |       |
| 17. Februar | Cesare I. Gonzaga                    | Sohn des kaiserlichen Feldherrn Ferrante I. Gonzaga                     | 38    |       |
| 20. Februar | Maria                                | Regentin der Herrschaft Jever aus dem Häuptlingsgeschlecht der Wiemkens | 74    |       |
| 21. Februar | Claudia von Valois                   | Herzogin von Lothringen                                                 | 27    |       |

## März
| Tag      | Name                        | Beruf, bekannt als                                     | Alter | Beleg |
| -------- | --------------------------- | ------------------------------------------------------ | ----- | ----- |
| 9. März  | Wolfgang Wissenburg         | Schweizer Reformator, Geograph und Hochschullehrer     |       |       |
| 10. März | Thomas Albin von Helfenburg | Bischof von Olmütz                                     |       |       |
| 11. März | Matthias Flacius            | lutherischer Theologe                                  | 55    |       |
| 12. März | Erich V.                    | Graf von Hoya (1563–1575)                              |       |       |
| 14. März | Christoph Leuschner         | deutscher Arzt                                         |       |       |
| 15. März | Annibale Padovano           | italienischer Organist und Komponist                   |       |       |
| 17. März | Georg Cracow                | deutscher Jurist und Staatsmann                        | 49    |       |
| 18. März | Johann Wilhelm Reiffenstein | deutscher Humanist                                     |       |       |
| 24. März | Josef Karo                  | Rabbiner und Kabbalist                                 |       |       |
| 30. März | Eva Christina               | Tochter des Grafen Georg I. von Württemberg-Mömpelgard | 16    |       |
| 31. März | Justus Vultejus             | deutscher Pädagoge und Philologe                       |       |       |

## April
| Tag       | Name                    | Beruf, bekannt als                                              | Alter | Beleg |
| --------- | ----------------------- | --------------------------------------------------------------- | ----- | ----- |
| 9. April  | Absalon Pederssøn Beyer | norwegischer Geistlicher, Historiker, Schriftsteller und Lehrer |       |       |
| 16. April | Jakob Hofsess           | Vogt des Klosters Murrhardt                                     |       |       |
| 24. April | Wolf von Kötteritz      | deutscher Jurist und Politiker                                  |       |       |
| 30. April | Abraham Löscher         | Humanist, Dichter und Rechtswissenschaftler                     | ~55   |       |

## Mai
| Tag     | Name                     | Beruf, bekannt als                     | Alter | Beleg |
| ------- | ------------------------ | -------------------------------------- | ----- | ----- |
| 17. Mai | Melchior von Lichtenfels | Fürstbischof von Basel                 |       |       |
| 17. Mai | Matthew Parker           | Erzbischof von Canterbury (1559–1575)  | 70    |       |
| 23. Mai | Leonhard Fronsperger     | Militärschriftsteller                  |       |       |
| 28. Mai | Sophia Jagiellonica      | Herzogin von Braunschweig-Wolfenbüttel | 52    |       |

## Juni
| Tag      | Name                       | Beruf, bekannt als                                                        | Alter | Beleg |
| -------- | -------------------------- | ------------------------------------------------------------------------- | ----- | ----- |
| 3. Juni  | Pieter Aertsen             | niederländischer Maler                                                    |       |       |
| 4. Juni  | Johann Eglof von Knöringen | Bischof von Augsburg                                                      | 37    |       |
| 7. Juni  | Johannes Hospinianus       | Schweizer Philosoph und Hochschullehrer                                   |       |       |
| 10. Juni | Valentin Thau              | deutscher Mathematiker, Astronom und Jurist                               | 43    |       |
| 11. Juni | Gregorius Kugler           | Stadtschreiber und Syndikus von Heilbronn                                 |       |       |
| 14. Juni | Constantino de Bragança    | portugiesischer Adliger, der siebte Vizekönig des Estado da India         |       |       |
| 16. Juni | Hadrianus Junius           | Humanist                                                                  | 63    |       |
| 27. Juni | Andreas Winkler            | deutscher Pädagoge und Buchdrucker                                        | 76    |       |
| 29. Juni | Baba Nobuharu              | japanischer Samurai                                                       |       |       |
| 29. Juni | Hara Masatane              | Feldherr und Gefolgsmann des Takeda-Klans während der späten Sengoku-Zeit |       |       |
| 29. Juni | Kawakubo Nobuzane          | japanischer Samurai                                                       |       |       |

## Juli
| Tag      | Name                       | Beruf, bekannt als                                         | Alter | Beleg |
| -------- | -------------------------- | ---------------------------------------------------------- | ----- | ----- |
| 14. Juli | Johann Jakob Fugger        | deutscher Kaufmann, Bankier und bayrischer Kammerpräsident | 58    |       |
| 22. Juli | Franciscus Maurolicus      | italienisch-sizilianischer Mathematiker                    | 80    |       |
| 30. Juli | Giovanni Battista Aostalli | italienischer Baumeister                                   |       |       |

## August
| Tag        | Name              | Beruf, bekannt als                                        | Alter | Beleg |
| ---------- | ----------------- | --------------------------------------------------------- | ----- | ----- |
| 2. August  | Christoph II.     | Markgraf von Baden-Rodemachern (1556–1575)                | 38    |       |
| 10. August | Thomas Mauer      | deutscher evangelischer Theologe und lateinischer Dichter |       |       |
| 10. August | Nicolas Psaume    | Bischof von Verdun                                        |       |       |
| 16. August | Francesco Adriani | italienischer Sänger, Kapellmeister und Komponist         |       |       |
| 22. August | Paulus Juusten    | Bischof                                                   |       |       |
| 26. August | Johann Sutel      | evangelischer Theologe und Reformator                     |       |       |

## September
| Tag           | Name                           | Beruf, bekannt als                                       | Alter | Beleg |
| ------------- | ------------------------------ | -------------------------------------------------------- | ----- | ----- |
| 1. September  | Johannes Haller der Jüngere    | Schweizer Reformator                                     | 52    |       |
| 3. September  | Ivo de Vento                   | franko-flämischer Komponist, Organist und Kapellmeister  |       |       |
| 5. September  | Federico Commandino            | italienischer Humanist und Mathematiker                  |       |       |
| 9. September  | Justus Vietor                  | deutscher Geistlicher und Theologe                       | 43    |       |
| 17. September | Heinrich Bullinger             | Schweizer Reformator                                     | 71    |       |
| 22. September | Herbard VIII. von Auersperg    | österreichischer Heerführer                              | 47    |       |
| 22. September | Berthold XI. von Wintzingerode | Grundherr der Herrschaft Bodenstein und Offizier         |       |       |
| 24. September | Anna von Oldenburg             | durch Heirat Gräfin und später Regentin von Ostfriesland | 73    |       |

## Oktober
| Tag         | Name                      | Beruf, bekannt als                           | Alter | Beleg |
| ----------- | ------------------------- | -------------------------------------------- | ----- | ----- |
| 8. Oktober  | Jan Massys                | flämischer Maler                             |       |       |
| 17. Oktober | Balthasar Aff             | Bürgermeister der Stadt Heilbronn            |       |       |
| 17. Oktober | Ludwig Hillesheim         | Humanist und Bürgermeister                   | 61    |       |
| 20. Oktober | Cornelis Floris II.       | flämischer Architekt und Bildhauer           |       |       |
| 21. Oktober | Kaspar Eberhard           | deutscher lutherischer Theologe und Pädagoge | 52    |       |
| 21. Oktober | Christoph von Möllendorff | Domdechant zu Magdeburg                      | 56    |       |
| 24. Oktober | Peder Oxe                 | dänischer Reichsrat und Reichshofmeister     | 55    |       |

## November
| Tag          | Name                           | Beruf, bekannt als                                                          | Alter | Beleg |
| ------------ | ------------------------------ | --------------------------------------------------------------------------- | ----- | ----- |
| 2. November  | Sabina von Brandenburg-Ansbach | Prinzessin von Brandenburg-Ansbach, durch Heirat Kurfürstin von Brandenburg | 46    |       |
| 7. November  | Alexander von Suchten          | Alchemist                                                                   |       |       |
| 17. November | Claude Chappuys                | französischer Dichter und Kammerherr des Königs Franz I.                    |       |       |
| 18. November | Johannes Aurifaber             | lutherischer Theologe und Reformator                                        |       |       |

## Dezember
| Tag          | Name                    | Beruf, bekannt als                      | Alter | Beleg |
| ------------ | ----------------------- | --------------------------------------- | ----- | ----- |
| 18. Dezember | Marcin Bielski          | polnischer Adliger, Soldat und Chronist |       |       |
| 22. Dezember | Zacharias Praetorius    | Poet und Theologe                       | 40    |       |
| 23. Dezember | Akiyama Nobutomo        | Samurai der Sengoku-Zeit in Japan       |       |       |
| 28. Dezember | Sebastian von Gemmingen | Grundherr in Ingenheim                  |       |       |
| 31. Dezember | Pierino Belli           | piemontesischer Soldat und Jurist       | 73    |       |

## Datum unbekannt
| Tag | Name                          | Beruf, bekannt als                                                            | Alter | Beleg |
| --- | ----------------------------- | ----------------------------------------------------------------------------- | ----- | ----- |
|     | Valentin Abel                 | salzburgischer Geistlicher                                                    |       |       |
|     | Andriamanelo                  | Herrscher des Königreichs Imerina im zentralen Hochland von Madagaskar        |       |       |
|     | Wendel Ans der Jüngere        | Bürgermeister von Heilbronn                                                   |       |       |
|     | Beringer von Kotzau           | Amtmann                                                                       |       |       |
|     | Anna Bijns                    | niederländische Schriftstellerin                                              |       |       |
|     | Willem Canter                 | niederländischer Altphilologe                                                 |       |       |
|     | Jacob van Deventer            | Kartograf                                                                     |       |       |
|     | Dono Doni                     | italienischer Maler                                                           |       |       |
|     | Alexander Einhorn             | deutschbaltischer Geistlicher und Superintendent von Kurland                  |       |       |
|     | Eleonora d’Este               | italienische Adlige                                                           |       |       |
|     | Caspar Faber                  | deutscher evangelisch-lutherischer Prediger und Autor geistlicher Lieder      |       |       |
|     | Francisco de Ibarra           | spanischer Konquistador und Entdecker                                         |       |       |
|     | Josias Habrecht               | Schweizer Uhrmacher und Musikinstrumentenbauer                                |       |       |
|     | Lin Feng                      | chinesischer Warlord und Pirat                                                |       |       |
|     | Corneille de Lyon             | flämisch-französischer Maler                                                  |       |       |
|     | Domenico da Pesaro            | italienischer Tasteninstrumentenbauer                                         | ≈42   |       |
|     | Rotger von Raesfeld           | Domherr in Münster                                                            |       |       |
|     | Andreas Eberhard Rauber       | Hofkriegsrat                                                                  |       |       |
|     | Camillo Renato                | antitrinitarischer Täufer                                                     |       |       |
|     | Georg Rieder III              | deutscher Maler und Kartograf                                                 |       |       |
|     | Matthias von Saldern          | brandenburgischer Staatsmann und Oberkämmerer                                 |       |       |
|     | Erasmus Oswald Schreckenfuchs | deutscher Astronom und Hebraist                                               |       |       |
|     | Ulrich von Schwerin           | deutscher Großhofmeister von Pommern-Wolgast                                  |       |       |
|     | Gabriele Simeoni              | italienischer Humanist, Dichter, Übersetzer, Militärtheoretiker und Astrologe |       |       |
|     | Stanislav Pavao Skalić        | Humanist, Abenteurer und Autor                                                |       |       |
|     | Anna Sydow                    | Mätresse des brandenburgischen Kurfürsten Joachim II.                         |       |       |
|     | Mihály Sztárai                | ungarischer Reformator                                                        |       |       |
|     | Andrés de Vandelvira          | spanischer Architekt der Renaissance                                          |       |       |
|     | Constanzo Varolio             | italienischer Mediziner                                                       |       |       |
|     | Christoph von Zedtwitz        | Markgräflicher Hauptmann während der Belagerung von Hof 1553                  |       |       |